# Riverbank
Riverbank is een plaats (city) in de Amerikaanse staat Californië, en valt bestuurlijk gezien onder Stanislaus County.

## Demografie
Bij de volkstelling in 2000 werd het aantal inwoners vastgesteld op 15.826.
In 2006 is het aantal inwoners door het United States Census Bureau geschat op 20.346, een stijging van 4520 (28.6%).

## Geografie
Volgens het United States Census Bureau beslaat de plaats een oppervlakte van
8,3 km², waarvan 8,1 km² land en 0,2 km² water. Riverbank ligt op ongeveer 28 m boven zeeniveau.

## Plaatsen in de nabije omgeving
De onderstaande figuur toont nabijgelegen plaatsen in een straal van 16 km rond Riverbank.